# Krzymosze
Krzymosze – wieś w Polsce położona w województwie mazowieckim, w powiecie siedleckim, w gminie Mordy. Ma status sołectwa.
W latach 1954–1959 wieś należała i była siedzibą władz gromady Krzymosze, po jej zniesieniu w gromadzie Tarcze. W latach 1975–1998 miejscowość administracyjnie należała do województwa siedleckiego.

## Dane ogólne
Miejscowość położona 18 km od Łosic, na skrzyżowaniu trzech dróg powiatowych z Cielemęca, Wielgorza i Wyczółek. W odległości ok. 2 km na północ od wsi położony jest przystanek kolejowy Krzymosze, a na wschód od wsi ok. 1,5 km przepływa rzeka Liwiec.

## Historia
Krzymosze stanowiły zachodnią część dóbr Wielgorz. Po raz pierwszy odnotowane w księgach kościelnych w 1471 pod nazwą Wielgori. Następnie jako Wielgor w łukowskich księgach podkomorskich z 1509 i odnosi się do dóbr szlachty zagrodowej (Wielgorskich a. Wielgórskich, które do 1529 rozpadły się na trzy osady: Wyelgor, Kowyesse i Baycze. Przy tym nazwa Wyelgor odnosiła się prawdopodobnie do obecnej wsi Krzymosze. W rejestrach podatkowych z 1531 wszystkie trzy wsie notowane jako część grupy wsi Wielgor: Wielgor-Krzymosze (Vyelgor Krzymosza), Wielgor-Kowiesie (Vyelgor Covyessye) i Wielgor-Bajce (Vyelgor Bayczye). Granicą dóbr Wielgorz na wschodzie była wówczas rzeka Liwiec i oddzielała je od litewskich wówczas dóbr Mordy.
Co najmniej od 1552 zachodnia część dóbr nosi już tylko nazwę Krzymosze (Krzimosze). Wielgor-Bajce (a. Zajce) i Wielgor-Kowiesie notowane są pod tymi nazwami w księgach kościelnych jeszcze w 1721. Potem w źródłach występuje już tylko Wielgorz (a. Wielgórz).
Obecna wieś Wielgorz niewątpliwie leży na terenie dawnej wsi Wielgor-Kowiesie. Natomiast Bajce zostały wchłonięte albo przez obecny Wielgorz albo przez Krzymosze.
Historycznie, Krzymosze stanowiły część parafii w Zbuczynie. Dopiero w 1938 roku erygowano oddzielną parafię w Krzymoszach. Mimo to, od co najmniej pierwszej połowy XVII wieku Krzymosze były lokalnym ośrodkiem kultu (drewnianą kaplicę z tego okresu rozebrano w 1851). Kościół murowany został wybudowany w 1948 r., staraniem ks. Stefana Gruszeckiego. Kościół pw. Najświętszego Serca Jezusowego konsekrowany został w 1954 r. przez biskupa siedleckiego Ignacego Świrskiego. Styl pseudobarokowy; kościół posiada księgi matrykalne od 1938. We wsi znajduje się Szkoła Podstawowa i stadion gminny na 400 miejsc klubu piłkarskiego LKS "Grodzisk" Krzymosze. Ludowy Zespół Sportowy Grodzisk Krzymosze został założony w 2000.